# Fernando Tobio
Fernando Omar Tobio (Ramos Mejía, 18 de outubro de 1989) é um futebolista argentino que atua como zagueiro. Atualmente joga pelo Barracas Central.

## Carreira
Tobio fez sua estréia pelo Vélez Sársfield no dia 1 de março de 2008. Em 2009, ele fez parte da equipe que ganhou o torneio Clausura, apesar de ele não ter jogado todos os jogos. Em 2011, jogou o Campeonato Clausura 2011, jogando ao lado de Sebastián Domínguez e Fernando Ortiz. Tobio terminou o torneio como titular, substituindo o lesionado Fabián Cubero como zagueiro e ainda no mesmo ano jogou cinco jogos da Copa Libertadores 2011, marcando um gol na semifinal contra o Peñarol.
Após a saída de Fernando Ortiz do Vélez após a temporada 2011-12, Tobio se tornou titular do Vélez, jogando ao lado de Sebastián Domínguez como zagueiro, e ajudando a equipe a obter o título da liga.

### Palmeiras
Após a chegada do técnico Ricardo Gareca ao Palmeiras, houve o interesse do time paulista na contratação de Tobio. Este, já estava em fim de contrato com o Vélez Sarsfield. O jogador, logo que viu a proposta começou a querer jogar no time alviverde, por conta de seu relacionamento com Gareca. Em 6 de Junho de 2014 representantes do Palmeiras foram até a Argentina para a finalização do contrato. No dia seguinte, foi anunciada a contratação de Fernando Tobio pelo time paulista, e o contrato seria assinado após o aval do clube argentino. Em 26 de junho de 2014 o Palmeiras anunciou a contratação do zagueiro Tobio, numa duração de contrato de cinco anos.
Tobio fez sua estreia com a camisa do Palmeiras no dia 17 de Julho de 2014, partida em que o Palmeiras perdeu para o Santos por 2x0.
Tobio fez seu primeiro gol pelo time alviverde no dia 20 de julho, sua segunda partida pelo clube, numa derrota por 2 a 1 pelo Cruzeiro no Pacaembu.

### Boca Juniors
Sem espaço no Palmeiras, Fernando Tobio foi emprestado para o Boca Juniors em 28 de junho de 2015, pelo período de 1 ano.
Em agosto de 2016, Tobio foi novamente emprestado ao Boca Juniors.

## Seleção Argentina sub-20
Em janeiro de 2009, Tobio foi chamado para a seleção sub-20 argentina para disputar o Campeonato Sul-Americano de Futebol Sub-20 de 2009, na Venezuela. Ele jogou todos os nove jogos e terminou o campeonato com seu time em sexto.
Em Novembro de 2010, Tobio foi selecionado para a seleção argentina, mas não foi utilizado.
Vélez Sársfield
- Campeonato Argentino de Futebol (3): 2008–09, 2010–11, 2012–13
- Supercopa Argentina (1): 2013

### Individuais
- Revelação da Copa Libertadores da América: 2012
- Seleção da Copa Libertadores da América: 2013

## Ligações Externas
- Informações sobre o contrato do jogador na CBF
- Perfil no site official do Vélez Sársfield (em castelhano)
- Perfil em soccerway.com